# Harmothoe propinqua
Harmothoe propinqua är en ringmaskart som först beskrevs av Anders Johan Malmgren 1867.  Harmothoe propinqua ingår i släktet Harmothoe och familjen Polynoidae. Inga underarter finns listade i Catalogue of Life.